# Jaromír Obzina
Jaromír Obzina (22. května 1929 Brodek u Přerova – 28. ledna 2003 Praha) byl český a československý politik Komunistické strany Československa, poslanec Sněmovny lidu Federálního shromáždění a ministr vnitra vlád Československa za normalizace.

## Biografie

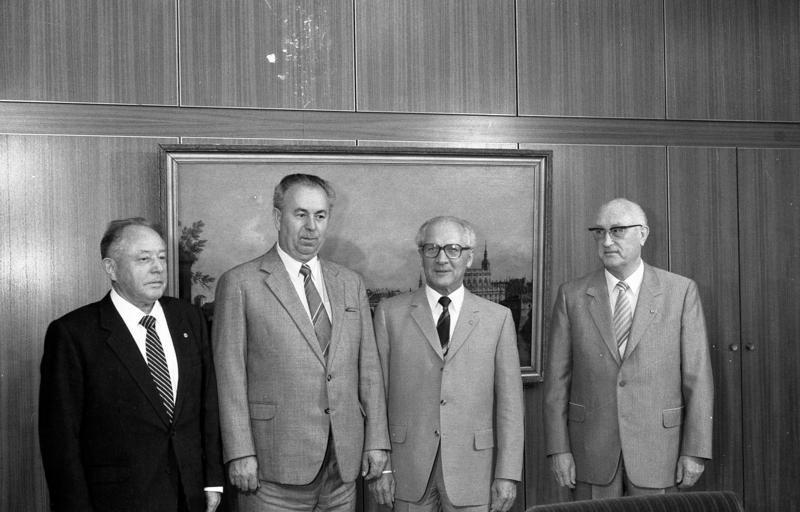
Erich Mielke, Jaromír Obzina, Erich Honecker, Friedrich Dickel na snímku z roku 1983.

Narodil se jako syn Františka a Žofie Obzinových, jeho otec byl železničním úředníkem. Členem KSČ se stal v roce 1947. V roce 1947 absolvoval Ústřední politickou školu KSČ, působil pak mezi roky 1948 a 1951 jako funkcionář strany na okresní a krajské úrovni. V letech 1953–1956 vystudoval Vysokou školu stranickou při ÚV KSSS v Moskvě. V letech 1956–1964 zastával post náčelníka politického oddělení Vojenské akademie Antonína Zápotockého v Brně.
Jeho politická kariéra vyvrcholila koncem 60. let a za normalizace. V letech 1965–1968 a 1969–1972 byl vedoucím odboru vědy a vysokých škol v oddělení školství a vědy Ústředního výboru Komunistické strany Československa. V letech 1969–1972 byl navíc zástupcem vedoucího a v letech 1972–1973 vedoucím oddělení školství a vědy ÚV KSČ. Členem Ústředního výboru Komunistické strany Československa byl kooptován k 28. listopadu 1973. XV. sjezd KSČ, XVI. sjezd KSČ a XVII. sjezd KSČ ho ve funkci potvrdil.
V letech 1973–1983 byl ministrem vnitra v druhé vládě Lubomíra Štrougala, třetí vládě Lubomíra Štrougala a čtvrté vládě Lubomíra Štrougala. Patřil k nejvlivnějším členům vládnoucího režimu, ve funkci ministra řídil represe proti politické opozici i církvím. Aspiroval i na post předsedy vlády, ale v roce 1983 byla jeho kariéra zabrzděna. V posledně jmenovaném kabinetu pak po odchodu z postu ministra vnitra působil od roku 1983 jako místopředseda vlády. Na místopředsednickém postu setrval i v následné páté vládě Lubomíra Štrougala, šesté vládě Lubomíra Štrougala (zároveň byl v obou ministrem – předsedou Státní komise pro vědeckotechnický a investiční rozvoj) a ve vládě Ladislava Adamce až do prosince 1989, kdy odešel z vrcholných funkcí v důsledku změn po sametové revoluci. V roce 1979 získal Řád práce.
Dlouhodobě zasedal i nejvyšším zákonodárném sboru. Po volbách roku 1971 zasedl do Sněmovny lidu (volební obvod č. 11 – Praha 7, hlavní město Praha). Křeslo nabyl až dodatečně v červnu 1973 poté, co zemřel dosavadní poslanec Radko Kaska. Mandát znovu získal ve volbách roku 1976 (obvod Praha 7), ve volbách roku 1981 (obvod Praha 7) a volbách roku 1986 (obvod Praha 7 a 8). Ve FS setrval do ledna 1990, kdy rezignoval v rámci procesu kooptace do Federálního shromáždění po sametové revoluci.
Po roce 1989 byl J. Obzina s dalšími lidmi z ministerstva vnitra a StB (původně celkem 25 obviněných) souzeni za akci Asanace. Ta měla za úkol v letech 1977–85 donutit násilím a výhrůžkami osoby, které režim považoval za nepřátelské (zejména signatáře Charty 77), k opuštění republiky. Obzina byl v případu souzen samostatně, ale dříve než byl vynesen rozsudek zemřel.
V roce 1993 se podílel na vytvoření radikálně komunistické skupiny Za socialismus v rámci KSČM. Na základě usnesení sjezdu KSČM v roce 1993 byli Jaromír Obzina společně s Miroslavem Štěpánem vyloučeni ze strany.
Se svou manželkou Světlou měl syna a dceru. Jeho bývalou snachou je televizní moderátorka a novinářka Jitka Obzinová.